# Эмульер
Эмулье́р (фр. Esmoulières) — коммуна во Франции, находится в регионе Франш-Конте. Департамент — Верхняя Сона. Входит в состав кантона Фоконье-э-ла-Мер. Округ коммуны — Люр.
Код INSEE коммуны — 70217.

## География
Коммуна расположена приблизительно в 340 км к востоку от Парижа, в 85 км северо-восточнее Безансона, в 45 км к северо-востоку от Везуля.
По территории коммуны протекает река Бёлетен (фр. Beuletin).

## Население
Население коммуны на 2010 год составляло 95 человек.
| 1962 | 1968 | 1975 | 1982 | 1990 | 1999 | 2010 |
| ---- | ---- | ---- | ---- | ---- | ---- | ---- |
| 278  | 236  | 193  | 182  | 157  | 122  | 95   |

## Администрация
| Период | Период | Фамилия       | Партия | Примечания |
| ------ | ------ | ------------- | ------ | ---------- |
| 1959   | 1977   | Робер Колильё |        |            |
| 1977   | 1993   | Пьер Жеан     |        |            |
| 1993   | 2014   | Клод Жеан     |        |            |

## Экономика

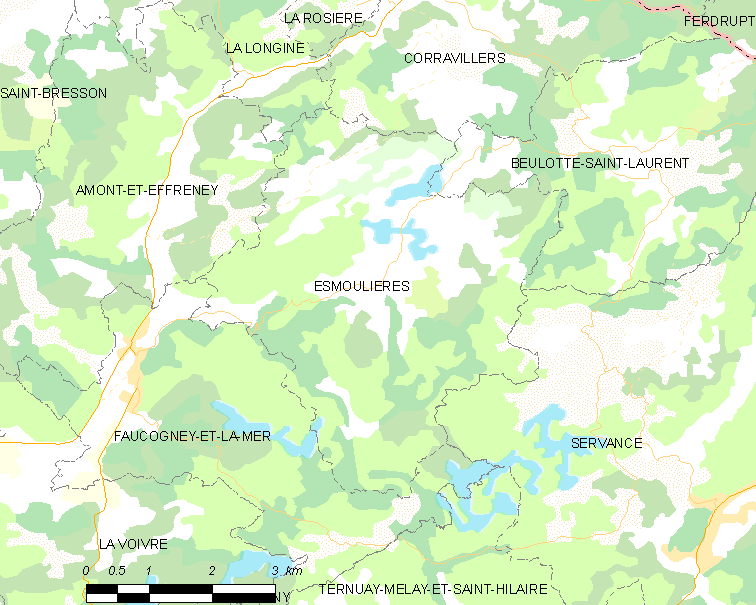
Карта коммуны

В 2010 году среди 65 человек трудоспособного возраста (15-64 лет) 45 были экономически активными, 20 — неактивными (показатель активности — 69,2 %, в 1999 году было 67,9 %). Из 45 активных жителей работали 41 человек (23 мужчины и 18 женщин), безработных было 4 (3 мужчин и 1 женщина). Среди 20 неактивных 4 человека были учениками или студентами, 10 — пенсионерами, 6 были неактивными по другим причинам.